# Manfred Lurker
Manfred Lurker (* 1928 in Zweibrücken; † 1990 in Bühl) war ein deutscher Realschullehrer, Privatgelehrter und international anerkannter Symbolforscher.

## Biographie
Nach seinem Lehramtsstudium an der Pädagogischen Akademie Lörrach und beruflicher Tätigkeit war Lurker von 1968 bis 1980 Gründungsherausgeber der internationalen „Bibliographie zur Symbolik, Ikonographie und Mythologie“, welche bis heute unter Mitarbeit zahlreicher Fachgelehrter im Valentin Koerner Verlag in Baden-Baden erscheint. 1970 war er Gründungsmitglied von Symbolon – Gesellschaft für wissenschaftliche Symbolforschung in Köln. Ab 1974 war er stellvertretender Vorsitzender des Forschungskreises für Symbolik in Salzburg.

## Wissenschaftliche Arbeit
Neben Studien zur Semantik und Semiotik einzelner kultureller, künstlerischer oder natureller Symbole verfasste Manfred Lurker Handbücher und Lexika zu übergreifenden Bedeutungsgruppen. Seine Monographien und Handbücher wurden weltweit in zahlreiche Sprachen übersetzt.

## Publikationen

### Monographien und Handbücher
- Wörterbuch der Symbolik (= Kröners Taschenausgabe. Band 464). 5., durchgesehene und erweiterte Auflage. Kröner, Stuttgart 1991, ISBN 3-520-46405-5.
- Die Botschaft der Symbole: in Mythen, Kulturen und Religionen. Kösel, München 1990.
- Lexikon der Götter und Dämonen. Namen, Funktionen, Symbole / Attribute (= Kröners Taschenausgabe. Band 463). 2., erweiterte Auflage. Kröner, Stuttgart 1989, ISBN 3-520-46302-4.
- Lexikon der Götter und Symbole der alten Ägypter : Handbuch der mystischen und magischen Welt Ägyptens. Sonderausgabe, 1. Auflage, Scherz, Bern / München / Wien 1998, ISBN 3-502-16430-4.
- Adler und Schlange: Tiersymbolik im Glauben u. Weltbild d. Völker. Wunderlich, Stuttgart 1983.
- Der Kreis als Symbol im Denken, Glauben und künstlerischen Gestalten der Menschheit. Wunderlich, Stuttgart 1981.
- Wörterbuch biblischer Bilder und Symbole. Kösel, München 1973. (diverse Neuauflagen)
- Symbole der alten Ägypter: Einf. u. kleines Wörterbuch. Barth, Weilheim 1964. (diverse Neuauflagen)
- Der Baum in Glauben und Kunst: Unter bes. Berücks. d. Werke d. Hieronymus Bosch. Heitz, Baden-Baden, 1960.
- Symbol, Mythos und Legende in der Kunst: Die symbolische Aussage in Malerei, Plastik u. Architektur. Heitz, Baden-Baden, 1958. (diverse Neuauflagen)

### Als Herausgeber
- Wörterbuch der Symbolik (= Kröners Taschenausgabe. Band 464). Kröner, Stuttgart 1979, ISBN 3-520-46401-2, (diverse Neuauflagen).

### Aufsätze und Katalogbeiträge (Auswahl)
- Der Hund als Symboltier für den Übergang vom Diesseits ins Jenseits. In: Zeitschrift für Religions- und Geistesgeschichte, 1983, Bd. 35, Heft 2, S. 132ff.